# حي الزهور (دمشق)
حي الزهور بدمشق هو حي سكني يقع في ضواحي دمشق وهو تابع لمنطقة الشاغور يحده من الجنوب حي التضامن ومن الشمال حي بستان الدور ومن الغرب حي الزاهرة الجديدة وحديقتها ومن الشرق حي القزاز وحي الشرطة.

## مدارس الحي
حي الزهور يحوي 3 مدارس ابتدائية هي:
- مدرسة محمد أحمد غرة
- مدرسة محمد مرهج مصطفى
- مدرسة احمد اسعد كادك

## مساجد الحي
يضم الحي مسجدين هما
- مسجد لقمان الحكيم
- مسجد عمر بن الخطاب

## شوارع الحي
يحوي الحي 3 شوراع اساسية هي
- شارع البرج هو طريق الرئيسي في الحي
- شارع النور هو بمثابة سوق شعبي والأكثر ازدحام في الحي
- شارع عمر هو سوق لبيع الخضار والفواكة ويحده من الشرق حي الشرطة

## الخدمات الصحية
يحوي الحي مركز صحي ومخبر يقدمان الخدمات والرعاية الصحية وفيه نحو سبع صيدلية فاتن

## الازمة السورية
في عيد الأضحى لعام 2012م وقع تفجير انتحاري في شارع عمر جانب مسجد عمر بن الخطاب راح ضحيته أكثر من 100 شهيد اغلبهم من الأطفال.